# Полет 723 на „Делта Еър Лайнс“
Полет 723 на „Делта Еър Лайнс“ е редовен вътрешен пътнически полет от международното летище „Бърлингтън“, Бърлингтън, Върмонт, до международното летище „Логан Бостън“, Бостън, Масачузетс, с планирано междинно кацане в Манчестър, Ню Хампшър, Съединените американски щати, управляван от „Делта Еър Лайнс“. На 31 юли 1973 г. самолетът „Макдонал Дъглас DC-9-31“, който изпълнява полета, се разбива в крайбрежна морска предпазна стена. Всички 89 души на борда са убити, включително един, който първоначално оцелява, но умира повече от 4 месеца след катастрофата.
Разследването на НСТБ определя няколко причини, които довеждат до инцидента. Екипажът не следи надморската височина и взема грешни решения по време на заход при метеорологични условия, които бързо се променят. Лошото позициониране на самолета при заход е отчасти резултат от начина, по който контролът на въздушното движение обслужва полета.